# Lîkoșîne, Peatîhatkî
Lîkoșîne (în ucraineană Ликошине) este un sat în comuna Lozuvatka din raionul Peatîhatkî, regiunea Dnipropetrovsk, Ucraina.

## Demografie
Componența lingvistică a localității Lîkoșîne
     Ucraineană (97,09%)
     Rusă (2,91%)
Conform recensământului din 2001, majoritatea populației localității Lîkoșîne era vorbitoare de ucraineană (97,09%), existând în minoritate și vorbitori de rusă (2,91%).